# Сјни
Сјни (итал. Sini) је насеље у Италији у округу Ористано, региону Сардинија.
Према процени из 2011. у насељу је живело 510 становника. Насеље се налази на надморској висини од 243 м.

## Становништво
Према резултатима пописа становништва 2011. у општини је живело 515 становника.
| 1931. | 1936. | 1951. | 1961. | 1971. | 1981. | 1991. | 2001. | 2011. |
| ----- | ----- | ----- | ----- | ----- | ----- | ----- | ----- | ----- |
| 799   | 825   | 993   | 959   | 793   | 767   | 679   | 597   | 515   |